# Anna van der Breggen
Anna van der Breggen (Zwolle, 18 de abril de 1990) é uma ciclista profissional neerlandesa. Estreia como profissional em 2009 e depois de requalificar-se amador durante 2 anos definitivamente em 2011 consolidou-se no profissionalismo. Apesar disso, anteriormente já tinha disputado corridas importantes como o Giro d'Italia Feminino com a selecção dos Países Baixos mas com discretos resultados. e a Fleche Wallonne três vezes: em 2015, 2016 e 2017. No mesmo ano, ela foi a campeã no Campeonato dos Países Baixos de Ciclismo em Estrada e terminou em primeiro lugar na temporada mundial. Em 2016, ela tornou-se campeã olímpica nos Jogos Olímpicos de Verão de 2016.

## Palmarés

### Estrada
- 2012
  - Tour de Bretanha feminino, mais 3 etapas
  - 1 etapa do Tour Féminin em Limousin
  - Campeonato Europeu Contrarrelógio sub-23 
  - 1 etapa do Trophée d'Or Féminin

- 2014
  - Dwars door de Westhoek
  - Festival Elsy Jacobs, mais 1 etapa
  - 3.ª no Giro d'Italia Feminino
  - Ladies Tour of Norway, mais 1 etapa
  - 1 etapa do Lotto-Belisol Belgium Tour

- 2015
  - Omloop Het Nieuwsblad
  - 2 etapas do Energiewacht Tour
  - Flecha Valona
  - Festival Elsy Jacobs, mais 1 etapa
  - 3.ª nos Jogos Europeus em Estrada 
  - Campeonato dos Países Baixos Contrarrelógio  
  - Giro d'Italia Feminino , mais 1 etapa
  - La Course by Le Tour de France
  - 1 etapa do Lotto Belgium Tour
  - 2.ª na Copa do Mundo
  - 2.ª no Campeonato Mundial Contrarrelógio 
  - 2.ª no Campeonato Mundial em Estrada 
  - Ranking UCI

- 2016
  - Salverda Omloop van de IJsseldelta
  - Flecha Valona
  - 3.ª no Giro de Itália Feminino
  - Campeonato Olímpico em Estrada 
  - 3.ª no Campeonato Olímpico em Contrarrelógio 
  - 2.ª no Campeonato Europeu Contrarrelógio 
  - Campeonato Europeu em Estrada

- 2017
  - Amstel Gold Race
  - Flecha Valona
  - Liège-Bastogne-Liège
  - Volta à Califórnia
  - 3.ª no Campeonato dos Países Baixos Contrarrelógio 
  - Giro de Itália Feminino 
  - 3.ª no Campeonato Europeu Contrarrelógio 
  - 1 etapa do Boels Rental Ladies Tour
  - 2.ª no Campeonato Mundial Contrarrelógio 
  - UCI WorldTour Feminino

- 2018
  - Strade Bianche
  - Volta à Flandres
  - 1 etapa do Healthy Ageing Tour
  - Flecha Valona
  - Liège-Bastogne-Liège
  - Durango-Durango Emakumeen Saria
  - 2.ª no Campeonato dos Países Baixos Contrarrelógio 
  - 2.ª no Campeonato Europeu Contrarrelógio 
  - 2.ª no Campeonato Mundial Contrarrelógio

- - Campeonato Mundial em Estrada

- 2019
  - Flecha Valona
  - Volta à Califórnia, mais 1 etapa
  - 3.ª no Campeonato dos Países Baixos Contrarrelógio 
  - 2.ª no Giro de Itália Feminino , mais 1 etapa
  - Grande Prêmio de Plouay
  - 2.ª no Campeonato Mundial Contrarrelógio 
  - 2.ª no Campeonato Mundial em Estrada

- 2020
  - Setmana Ciclista Valenciana, mais 1 etapa
  - Campeonato dos Países Baixos em Estrada  
  - Campeonato Europeu Contrarrelógio  
  - Giro de Itália Feminino 
  - Campeonato Mundial Contrarrelógio  
  - Campeonato Mundial em Estrada  
  - Flecha Valona
  - UCI World Ranking

### Ciclismo de montanha
- 2017
  - Costa Branca Bike Race (fazendo casal com Margot Moschetti)

## Resultados em Grandes Voltas e Campeonatos do Mundo
Durante sua corrida desportiva tem conseguido os seguintes postos nas Grandes Voltas femininas e nos Campeonatos do Mundo em estrada:
| Corrida                | Corrida                | 2009 | 2010 | 2011 | 2012 | 2013 | 2014 | 2015 | 2016 | 2017 | 2018 | 2019 | 2020 |
| ---------------------- | ---------------------- | ---- | ---- | ---- | ---- | ---- | ---- | ---- | ---- | ---- | ---- | ---- | ---- |
|                        | Giro d'Italia          | Ab.  | 43.ª | 89.ª | 22.ª | 18.ª | 3.ª  | 1.ª  | 3.ª  | 1.ª  | —    | 2.ª  | 1.ª  |
|                        | Tour de l'Aude         | —    | —    | X    | X    | X    | X    | X    | X    | X    | X    | X    | X    |
|                        | Grande Boucle          | —    | X    | X    | X    | X    | X    | X    | X    | X    | X    | X    | X    |
| Mundial em Estrada     | Mundial em Estrada     | —    | —    | —    | 5.ª  | 4.ª  | —    | 2.ª  | 87.ª | 8.ª  | 1.ª  | 2.ª  | 1.ª  |
| Mundial Contrarrelógio | Mundial Contrarrelógio | —    | —    | —    | 11.ª | —    | —    | 2.ª  | 13.ª | 2.ª  | 2.ª  | 2.ª  | 1.ª  |

—: não participa

Ab: abandono

X: edições não celebradas

## Equipas
- Team Flexpoint (2009)
- Sengers Ladies Cycling Team (2012-2013)
- Rabo Liv Women Cycling Team (2014-2016)
- Boels Dolmans Cycling Team (2017-)